# Cuscuta palaestina
Cuscuta palaestina là một loài thực vật có hoa trong họ Bìm bìm. Loài này được Boiss. mô tả khoa học đầu tiên.